# Borrowed Finery
Pour plus de détails, voir Fiche technique et Distribution.
Borrowed Finery est un film muet américain réalisé par Oscar Apfel, sorti en 1925.

## Synopsis
Sheila Conroy, un mannequin, emprunte une robe pour se rendre à une fête. Harlan, un escroc de la société se faisant passer pour un agent du gouvernement, lui offre un poste d'assistante. Elle accepte ce poste pour aider sa sœur, Lilly, et le mari de Lilly, Billy. Ce dernier a détourné de l'argent de son entreprise et risque d'être découvert. La mission de Sheila est d'obtenir les "preuves" nécessaires sur Mme Bordon, une riche veuve qui a fait entrer clandestinement un joyau de grande valeur dans le pays. Channing Maynard, un vrai agent du gouvernement qui est amoureux de Sheila, démasque Harlan et épouse Sheila.

## Fiche technique
- Titre original : Borrowed Finery
- Réalisation : Oscar Apfel
- Scénario d'après une histoire de George Bronson Howard
- Société de production : Tiffany Productions
- Société de distribution : Tiffany Productions
- Pays d'origine :  États-Unis
- Langue originale : anglais
- Format : Noir et blanc  — 35 mm — 1,33:1 — Film muet
- Genre : drame
- Durée : 7 bobines
- Dates de sortie : États-Unis : novembre 1925

## Distribution
- Louise Lorraine : Sheila Conroy
- Ward Crane : Channing Maynard
- Lou Tellegen : Harlan
- Taylor Holmes : Billy
- Hedda Hopper : Mme Bordon
- Gertrude Astor : Maisie
- Trixie Friganza : Mme Brown
- Barbara Tennant : Lilly